# Agris Kazeļņiks
Agris Kazeļņiks (ur. 24 lipca 1973 w Ogre) – łotewski strongman.
Jeden z najlepszych łotewskich siłaczy. Mistrz Łotwy Strongman w latach 2006, 2007, 2008 i 2009. Drużynowy Drugi Wicemistrz Świata Par Strongman 2004.

## Życiorys
Agris Kazeļņiks zadebiutował jako siłacz w 2000 r. W klasyfikacji generalnej Ligi Mistrzów Strongman w roku 2008 zajął trzecie miejsce, w roku 2009 zajął drugie miejsce.
Wziął udział w indywidualnych Mistrzostwach Świata IFSA Strongman 2006, Mistrzostwach Świata IFSA Strongman 2007 i Mistrzostwach Świata Strongman 2009, jednak nigdy nie zakwalifikował się do finałów.
Nie wziął udziału w Mistrzostwach Łotwy Strongman 2010.
Mieszka w Ogre. Żona: Ilza, córka: Aneta. Młodszy brat Agrisa, Ivars Kazeļņiks, również jest siłaczem.
Wymiary:
- wzrost 190 cm
- waga 155 - 160 kg (wcześniej ok. 140 kg)
- biceps 51 cm
- udo 74 cm
- klatka piersiowa 143 cm

Rekordy życiowe:
- przysiad 390 kg
- wyciskanie 240 kg
- martwy ciąg 400 kg

## Osiągnięcia strongman
- 2002

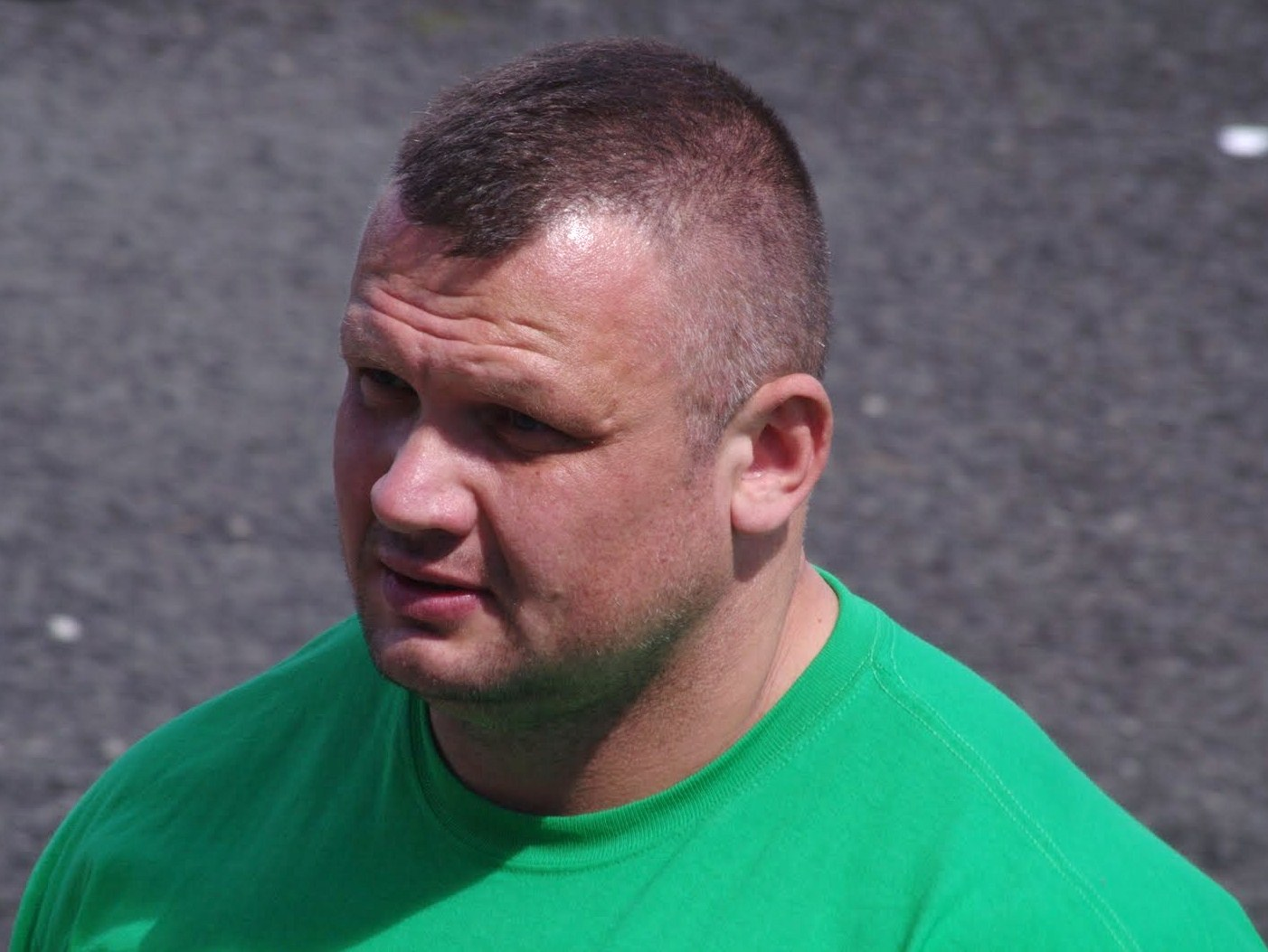
Agris Kazeļņiks, 2010

  - 2. miejsce - Mistrzostwa Łotwy Strongman[7]
- 2004
  - 3. miejsce - Drużynowe Mistrzostwa Świata Par Strongman 2004
  - 2. miejsce - Trzecie zawody Polska kontra Reszta Świata
- 2005
  - 6. miejsce - Pierwszy Pojedynek Gigantów
  - 9. miejsce - Mistrzostwa Europy IFSA Strongman 2005
- 2006
  - 1. miejsce - Mistrzostwa Łotwy Strongman
- 2007
  - 1. miejsce - Mistrzostwa Łotwy Strongman
  - 6. miejsce - Drużynowe Mistrzostwa Świata Par Strongman 2007
- 2008
  - 3. miejsce - Liga Mistrzów Strongman 2008: Ryga
  - 4. miejsce - Liga Mistrzów Strongman 2008: Subotica
  - 7. miejsce - Liga Mistrzów Strongman 2008: Varsseveld
  - 5. miejsce - Liga Mistrzów Strongman 2008: Sofia
  - 6. miejsce - Liga Mistrzów Strongman 2008: Wilno
  - 4. miejsce - Liga Mistrzów Strongman 2008: Mamaia
  - 6. miejsce - Liga Mistrzów Strongman 2008: Kokkola
  - 1. miejsce - Mistrzostwa Łotwy Strongman
  - 7. miejsce - Mistrzostwa Świata w Wyciskaniu Belki
- 2009
  - 6. miejsce - Liga Mistrzów Strongman 2009: Subotica
  - 5. miejsce - Liga Mistrzów Strongman 2009: Ideapark
  - 4. miejsce - Liga Mistrzów Strongman 2009: Bratysława
  - 2. miejsce - Liga Mistrzów Strongman 2009: Terborg
  - 12. miejsce - Fortissimus 2009
  - 1. miejsce - Mistrzostwa Łotwy Strongman
  - 6. miejsce - Mistrzostwa Europy w Wyciskaniu Belki 2009
- 2010
  - 1. miejsce - Otwarte Mistrzostwa Łotwy Par Strongman (z Ivarsem Kazeļņiksem)[8]